# Bukhansan nationalpark
Bukhansan nationalpark är en nationalpark i nordvästra Sydkorea.   Den ligger i provinsen Gyeonggi direkt i anslutning till huvudstaden Seoul. Nationalparken ligger i genomsnitt 473 meter över havet.
Naturskyddsområdet som täcker en yta av 79,9 km² inrättades 1983. Det är uppkallat efter berget Bukhansan som ligger 836,5 meter över havet. Ett annat markant berg i nationalparken är Dobongsan (717 meter över havet). Landskapet kännetecknas av granitklippor, kanjon och klara vattendrag.  I Bukhansan nationalpark registrerades ungefär 1 300 olika djur- och växtarter. Området är även känd för många historiska platser som en fortifikation och flera kloster.
Nationalparken har varje år cirka 5 miljoner besökare, vilket gör den till världens mest besökta nationalpark per yta.
Inlandsklimat råder i trakten. Årsmedeltemperaturen i trakten är 12 °C. Den varmaste månaden är augusti, då medeltemperaturen är 24 °C, och den kallaste är januari, med −4 °C. Genomsnittlig årsnederbörd är 1 581 millimeter. Den regnigaste månaden är juli, med i genomsnitt 457 mm nederbörd, och den torraste är januari, med 28 mm nederbörd.